# Il disco del Sole
| Recensione | Giudizio |
| ---------- | -------- |
| Newsic     | 7/10     |
| Rockol     | 7/10     |

Il disco del Sole è il quindicesimo album in studio del cantautore italiano Jovanotti, pubblicato il 9 dicembre 2022 dalla Universal Music Group.

## Descrizione
L'album raccoglie le tracce pubblicate sui 3 EP digitali: La primavera del 2021 e Mediterraneo e Oasi del 2022. Le tracce inedite sono il singolo Se lo senti lo sai e Mariacallas, mentre il brano Ricordati di vivere viene pubblicata in una nuova versione Ricordati di vivere (il primo battito). Riguardo all'album l'artista racconta:

## Copertina
L'artwork della copertina del formato fisico dell'album è realizzata da Pietro Ruffo e nasce dal bozzetto di un ricamo che ha dato forma a un tappeto artigianale nato dalla collaborazione con Maria Grazia Chiuri, direttore creativo di Dior, e con una fabbrica di ricami di Perugia dove Jovanotti ha seguito i lavori in prima persona.

## Tracce

### Il disco del Sole(2 CD)
Sul doppio album non sono state inserite le tracce I love you baby versione originale pubblicata su La primavera, Ricordati di vivere versione originale (pubblicata però sull'album dei bootleg) e Corpo a corpo versione mix galvanizzato pubblicate su Mediterraneo.
CD 1
Testi di Lorenzo Cherubini.
1. I love you baby – 3:33 (musica: Lorenzo Cherubini, Riccardo Onori, Christian Rigano) – (Da Mediterraneo, 2022)
2. La primavera – 3:24 (musica: Lorenzo Cherubini, Riccardo Onori, Christian Rigano) – (Da La primavera, 2021)
3. Sensibile all'estate (con Sixpm) – 3:09 (musica: Lorenzo Cherubini, Riccardo Onori, Christian Rigano, Davide Rossi, Andrea Ferrara) – (Da Oasi, 2022)
4. Un amore come il nostro – 4:41 (musica: Lorenzo Cherubini, Riccardo Onori) – (Da La primavera - EP, 2021)
5. Tra me e te – 3:02 (musica: Lorenzo Cherubini, Riccardo Onori) – (Da La primavera - EP, 2021)
6. Oasi – 3:53 (musica: Lorenzo Cherubini, Gian Luigi Morandi, Riccardo Onori) – (Da Oasi - EP, 2022)
7. Mediterraneo (feat. Canzoniere Grecanico Salentino) – 5:28 (musica: Lorenzo Cherubini, Riccardo Onori) – (Da Mediterraneo - EP, 2022)
8. Tirannosauro rex – 5:01 (musica: Lorenzo Cherubini, Riccardo Onori) – (Da Mediterraneo - EP, 2022)
9. Alla salute (feat. Shantel) – 4:58 (musica: Lorenzo Cherubini, Stefan Hantel, Riccardo Onori) – (Da Mediterraneo - EP, 2022)
10. Corpo a corpo (feat. Enzo Avitabile & I Bottari di Portico) – 4:39 (musica: Lorenzo Cherubini, Enzo Avitabile, Riccardo Onori) – (Da Mediterraneo - EP, 2022)

Durata totale: 41:48
CD 2
Testi di Lorenzo Cherubini, eccetto dove indicato.
1. Ricordati di vivere (il primo battito) – 3:44 (musica: Lorenzo Cherubini, Riccardo Onori) – (New Version, Inedito)
2. Mariacallas – 3:48 (musica: Lorenzo Cherubini, Riccardo Onori) – (Inedito)
3. Non dimenticar – 3:52 (musica: Lorenzo Cherubini, Riccardo Onori) – (Da Mediterraneo - EP, 2022)
4. Border Jam – 4:24 (musica: Lorenzo Cherubini, Riccardo Onori) – (Da La primavera - EP, 2022)
5. Everest – 3:44 (musica: Lorenzo Cherubini, Riccardo Onori) – (Da Mediterraneo - EP, 2022)
6. Se lo senti lo sai – 3:44 (musica: Lorenzo Cherubini, Samuel Romano) – (Inedito)
7. Yalla Yalla (feat. con Jude & Frank) – 2:47 (Lorenzo Cherubini, Giulio Mariani, Luigi Poggiani) – (Da Oasi - EP, 2022)
8. In viaggio (feat. con Afrotronix) – 3:14 (Lorenzo Cherubini, Afrotronix) – (Da Oasi - EP, 2022)
9. E si fa bello per te (feat. con gli Ackeejuice Rockers) – 3:30 (Lorenzo Cherubini, Claudio Pelusio, Alessandro De Pieri) – (Da Oasi - EP, 2022)
10. Allelù – 4:50 (musica: Lorenzo Cherubini, Riccardo Onori) – (Da Mediterraneo - EP, 2022)
11. Il boom – 3:27 (musica: Lorenzo Cherubini, Riccardo Onori) – (Da La primavera - EP, 2021)

Durata totale: 41:04

### Il super disco del Sole(5 CD)
Il cofanetto speciale è composto da:
- Doppio CD versione base con 21 tracce.
- Doppio CD con 31 tracce Live tratte dal Jova Beach Party Tour 2022.
- CD con tracce bootleg.
- Booklet speciale di 48 pagine.

La luce nei tuoi occhi - JBP Live 2022 - CD 1
1. Yalla Yalla (Live) – 4:15
2. Intro (Il boom) (Live) – 4:03
3. Una tribù che balla (Live) – 4:08
4. I Love You Baby (Live) – 5:03
5. Sensibile all'estate (Live) – 3:18
6. Viva la libertà (Live) – 4:25
7. Ciao mamma (Live) – 4:09
8. Tutto l'amore che ho (Live) – 4:07
9. L'estate addosso (Live) – 4:28
10. Sabato (Live) – 3:36
11. Safari (Live) – 1:58
12. Il boom (Remix, Live) – 2:14
13. Nuova era (Live) – 5:27
14. La notte dei desideri (Live) – 6:11
15. Apri tutte le porte (feat. Gianni Morandi) (Live) – 4:30
16. La ola (feat. Gianni Morandi) (Live) – 3:17
17. Fatti mandare dalla mamma a prendere il latte (feat. Gianni Morandi) (Live) – 2:45

Durata totale: 67:54
La luce nei tuoi occhi - JBP Live 2022 - CD 2
1. Ragazza magica (Live) – 4:14
2. Estate (Live) – 4:44
3. Baciami ancora/Sapore di sale (Live) – 5:28
4. Le tasche piene di sassi (Live) – 3:40
5. Tensione evolutiva (Live) – 3:36
6. Penso positivo (Live) – 7:35
7. L'ombelico del mondo (Live) – 7:35
8. Un raggio di sole (Live) – 4:52
9. Piove (Live) – 3:30
10. Gli immortali (Live) – 3:54
11. Il più grande spettacolo dopo il Big Bang (Live) – 4:30
12. Ti porto via con me (Live) – 6:19
13. Ragazzo fortunato (Live) – 7:52
14. A te (Live) – 5:54

Durata totale: 73:43
Il disco del Sole (bootleg)
Tra le tracce troviamo il brano inedito  A casa tutti bene colonna sonora dell'omonima serie televisiva di Sky Serie e la versione originale di Ricordati di vivere pubblicata su Mediterraneo del 2021.
1. A casa tutti bene (Inedito con Paolo Buonvino) – 4:06
2. Ricordati di vivere (Original Version) – 3:59
3. Ricordati di vivere (Orang3 Version) – 3:41
4. Sensibile all'estate (Mediterranea) (Luca Pretolesi Mix) – 3:32
5. Oasi (Karakorum Studio Original Demo) – 3:46
6. Tra me e te (Karakorum Original Demo) – 3:04
7. Sul lungomare del mondo (Live Acoustic pomeriggio Fermo JBP22) – 3:16
8. Serenata rap (Live Acoustic pomeriggio Barletta JBP22) – 4:45
9. Mediterraneo (feat. Canzoniere Grecanico Salentino) (Live pomeriggio Barletta JBP22) – 6:03
10. Ricordati di vivere (Live Acoustic pomeriggio Barletta JBP22) – 2:21
11. Gracias a la vida (feat. Ana Tijoux) (Live pomeriggio Aosta JBP22) – 3:43
12. Il boom (Benny Benassi & Riccardo Marchi Remix) – 1:59 – (Da Il boom (i remix), 2021)
13. Il boom (Paolo Baldini DubFiles & Forelock Dub Remix) – 3:40 – (Da Il boom (i remix), 2021)
14. Il boom (feat. Tananai) (Tananai Remix) – 3:11 – (Da Il boom (i remix), 2021)
15. Yalla yalla (Karakorum Studio Original Demo) – 3:58
16. Everest (feat. Kakawa) (Kakawa Remix) – 4:05
17. Come musica (Live Kontiki Stage pomeriggio Viareggio JBP22) – 3:40

Durata totale: 62:49

## Formazione
- Jovanotti – voce, chitarra acustica, chitarra elettrica, scratch, programmazione
- Saturnino – basso, batteria
- Riccardo Onori – chitarra elettrica, chitarra acustica, basso, sitar, programmazione
- Christian "Noochie" Rigano – tastiere, sintetizzatore
- Jason Lader – basso
- Dylan Neustadter – pianoforte, tastiere, sintetizzatore, mellotron, programmazione
- Dario Giovannini – tastiere, baglama, saz
- Davide Tagliapietra – chitarra acustica
- Leonardo "Fresco" Beccafichi – programmazione
- Pino "Pinaxa" Pischetola – programmazione
- Leonardo Di Angilla – percussioni
- Gianluca Petrella – trombone
- Davide Rossi – archi
- Canzoniere Grecanico Salentino – percussioni, archi, cori in Mediterraneo
- Shantel – programmazione in Alla salute
- Daniela Shemer – violoncello in Alla salute
- Ke Taylor – basso in Alla salute
- Olga Hubner – viola in Alla salute
- Ralf Hunner – violino in Alla salute
- Ozan Cioban – violino in Alla salute
- Janis Karis – chitarre, bouzouki in Alla salute
- The Smyrna Orchestra – strumentazione in Alla salute
- Enzo Avitabile – voce, ciaramella in Corpo a corpo
- I Bottari di Portico – percussioni in Corpo a corpo
- Mauro Durante – percussioni in Corpo a corpo
- Samuel – armonium, cori in Se lo senti lo sai
- Afrotronix – programmazione in In viaggio

## Classifiche
| Classifica (2022) | Posizione massima |
| ----------------- | ----------------- |
| Italia            | 3                 |
| Svizzera          | 15                |